# Euchrysops dolorosa
Euchrysops dolorosa is een vlinder uit de familie van de Lycaenidae. De wetenschappelijke naam van de soort is voor het eerst geldig gepubliceerd in 1887 door Trimen.